# Lagwagon
I Lagwagon sono un gruppo punk rock californiano formatosi nella città di Goleta nel 1990.

## Storia del gruppo

### 1988-1995 Nascita e prima formazione
Il gruppo nasce nel 1990 con il nome di Section8. Il gruppo era composto da Derrick Plourde alla batteria, Joey Cape alla voce, Doug Shelton al basso, Chris Flippin e Darren Yard alle chitarre. In seguito Shawn Dewey e Jesse Buglione prendono il posto rispettivamente di Darren e Doug. La band con questa formazione cambia il proprio nome in Lag Wagon e dopo aver firmato un contratto con la Fat Wreck Chords registra il primo album Duh!, pubblicato il 1º ottobre 1992. Sempre il primo ottobre la band pubblica anche il singolo Tragic Vision/Angry Days. Due anni dopo, il 20 giugno 1994 seguirono gli album Trashed e Hoss, messo in commercio il 21 novembre 1995. Nel 1995, su invito di Fat Mike, Joey Cape si unisce al Me First and the Gimme Gimmes come chitarrista.

### 1996-1998 - Cambi di formazione
Quando il batterista Derrick Plourde lasciò la band venne sostituito dall'ex-batterista dei Rich Kids on LSD, Dave Raun, già compagno di Cape nei Me First and the Gimme Gimmes. Poco dopo anche Shawn Dewey lasciò la band e viene sostituito da Ken Stringfellow dei The Posies per la pubblicazione del quarto album, Double Plaidinum, del 1997. Dopo la pubblicazione dell'album venne preso come chitarrista Chris Rest dei Rich Kids on LSD.

### 1998-2004 - Il periodo di pausa e Blaze
Nel 1998 viene messo in commercio Let's Talk About Feelings, dopo il quale la band si prese una pausa tra il 1999 ed il 2002. Durante questo periodo, venne pubblicata l'8 febbraio 2000 la raccolta di B-Sides Let's Talk About Leftovers contenente il precedente EP A Feedbag of Truckstop Poetry del 1999. Nel mentre il cantante Joey Cape fondò la band Bad Astronaut insieme all'ex batterista dei Lagwagon, Derrick Plourde. Dopo 3 anni, l'8 aprile 2003 il complesso pubblica Blaze. Sempre nel 2003 i Lagwagon partecipano alla serie di album dal vivo Live in a Dive, registrando un intero loro show all'House of Blues di Hollywood. L'album live Live in a Dive: Lagwagon verrà poi pubblicato l'8 febbraio 2005.
L'anno prima, nel 2004 Joey pubblicò uno split acustico con il cantante dei No Use for a Name Tony Sly, Joey Cape * Tony Sly: Acoustic, il quale contiene versioni acustiche di alcune canzoni di entrambe le band.

### 2005-2008 - La morte di Derrick/Resolve
La notte del 30 marzo 2005 Derrick Plourde, l'ex batterista e membro fondatore della band, si suicidò con un colpo di arma da fuoco. Fortemente provati dal suo gesto la band gli dedica l'album successivo, Resolve, uscito quello stesso anno. Tutti i brani parlano della sua morte ed anche il sound dell'album si discosta dal tipico stile hardcore californiano della band e, stando alle dichiarazioni del gruppo stesso, sono influenzati dal suono del side-project Bad Astronaut, dove militava anche lo sfortunato Plourde.

### 2008 - Eventi recenti
Nel 2008 i Lagwagon sono tornati in studio per registrare un nuovo EP composto da 7 canzoni, dal titolo I Think My Older Brother Used to Listen to Lagwagon, uscito il 19 agosto.
Sempre nel 2008 Joey Cape ha debuttato con un album solista intitolato Bridge.
Nel gennaio del 2010 Joey annuncia durante un'intervista al Canada's Exclaim! magazine l'abbandono di Jesse Buglione, uno dei membri fondatori della band dal 1990.
Al posto di Jesse Buglione sempre nei primi mesi del 2010 verrà reclutato Joe Raposo, ex Rich Kids on LSD, che lo stesso Cape confermò essere il nuovo membro della band tramite un'intervista.
Il 2011 vede la pubblicazione durante novembre della seconda compilation della band, Putting Music in Its Place, la quale contiene i primi cinque album del gruppo, un DVD con un concerto live e vari extra, tra cui demo e versioni acoustiche delle loro canzoni.

## Formazione

### Formazione attuale
- Joey Cape - voce e chitarra
- Chris Flippin - chitarra e voce d'accompagnamento
- Chris Rest - chitarra e voce d'accompagnamento
- Joe Raposo - basso e voce d'accompagnamento
- Dave Raun - batteria

### Ex componenti
- Shawn Dewey - chitarra (1990 - 1997)
- Derrick Plourde - batteria (1989 - 1996) (deceduto nel 2005[18])
- Ken Stringfellow - chitarra (1997)
- Jesse Buglione - basso (1991 - 2010[21])

## Discografia

### Album in studio
- 1992[4] - Duh!
- 1994[6] - Trashed
- 1995[7] - Hoss
- 1997[9] - Double Plaidinum
- 1998[10] - Let's Talk About Feelings
- 2003[13] - Blaze
- 2005[24] - Resolve
- 2014 - Hang
- 2019 - Railer

### Album live
- 2005[15] - Live in a Dive: Lagwagon

### EP
- 1992[5] - Tragic Vision/Angry Days
- 1999[12] - A Feedbag of Truckstop Poetry
- 2008[19] - I Think My Older Brother Used to Listen to Lagwagon

### Compilation
- 2000[11] - Let's Talk About Leftovers
- 2011[23] - Putting Music in Its Place

### Apparizioni in compilation
- 1998[25] - A Compilation of Warped Music
- 2002[26] - Warped Tour 2002 Tour Compilation
- 2003[27] - Warped Tour 2003 Tour Compilation